# جودي لامارش
جودي لامارش (بالإنجليزية: Judy LaMarsh)‏‏ (20 ديسمبر 1924 في تشاتام كينت، أونتاريو - 27 أكتوبر 1980 في تورونتو) محامية، ومؤلفة، وروائية، وسياسية، وكاتِبة من كندا.

## التعليم
تعلمت جودي لامارش في:
- جامعة تورنتو
- كلية الحقوق لقاعة أوسغوود [الإنجليزية]‏

## الجوائز
حصلت جودي لامارش على الجوائز الآتية:
- ضابط وسام كندا